# Guntars Antoms
Guntars Antoms (Riga, 24 de juliol de 1960) és un advocat i jugador d'escacs letó, que té el títol de Mestre Internacional des de 2001.
A la llista d'Elo de la FIDE de l'agost de 2020, hi tenia un Elo de 2331 punts, cosa que en feia el jugador número 17 (en actiu) de Letònia. El seu màxim Elo va ser de 2486 punts, a la llista de juliol de 2001 (posició 681 al rànquing mundial).

## Resultats destacats en competició
El primer èxit de Guntars Antoms va arribar a 14 anys quan va obtenir el 4t lloc al campionat juvenil de Letònia. Tres anys més tard va empatar al primer lloc amb Edvīns Ķeņģis al mateix campionat. Antoms va participar regularment a les finals del campionat absolut de Letònia, i el guanyà el 2001 (per davant dels Grans Mestres Viesturs Meijers, Arturs Neikšāns, Jānis Klovāns, Zigurds Lanka, i Ilmārs Starostīts). El mateix any va obtenir el títol de Mestre Internacional.
Antoms és membre del consell directiu i vicepresident de la Federació Letona d'Escacs.

### Participació en competicions per equips
Guntars Antoms ha participat, representant Letònia, a les olimpíades d'escacs:
- El 2004, com a segon tauler suplent a la 36a Olimpíada a Calvià (+1 −2 =1).

També ha representat Letònia al Campionat d'Europa per equips:
- El 2001, al quart tauler, a Lleó (+0 −2 =2).

## Carrera com a advocat
Guntars Antoms es va graduar a la Facultat de Dret de la Universitat de Letònia. És advocat a la cort d'arbitratge del Bàltic i membre del presidium i de l'associació d'advocats criminalístics de Letònia.